# Maria João Pires

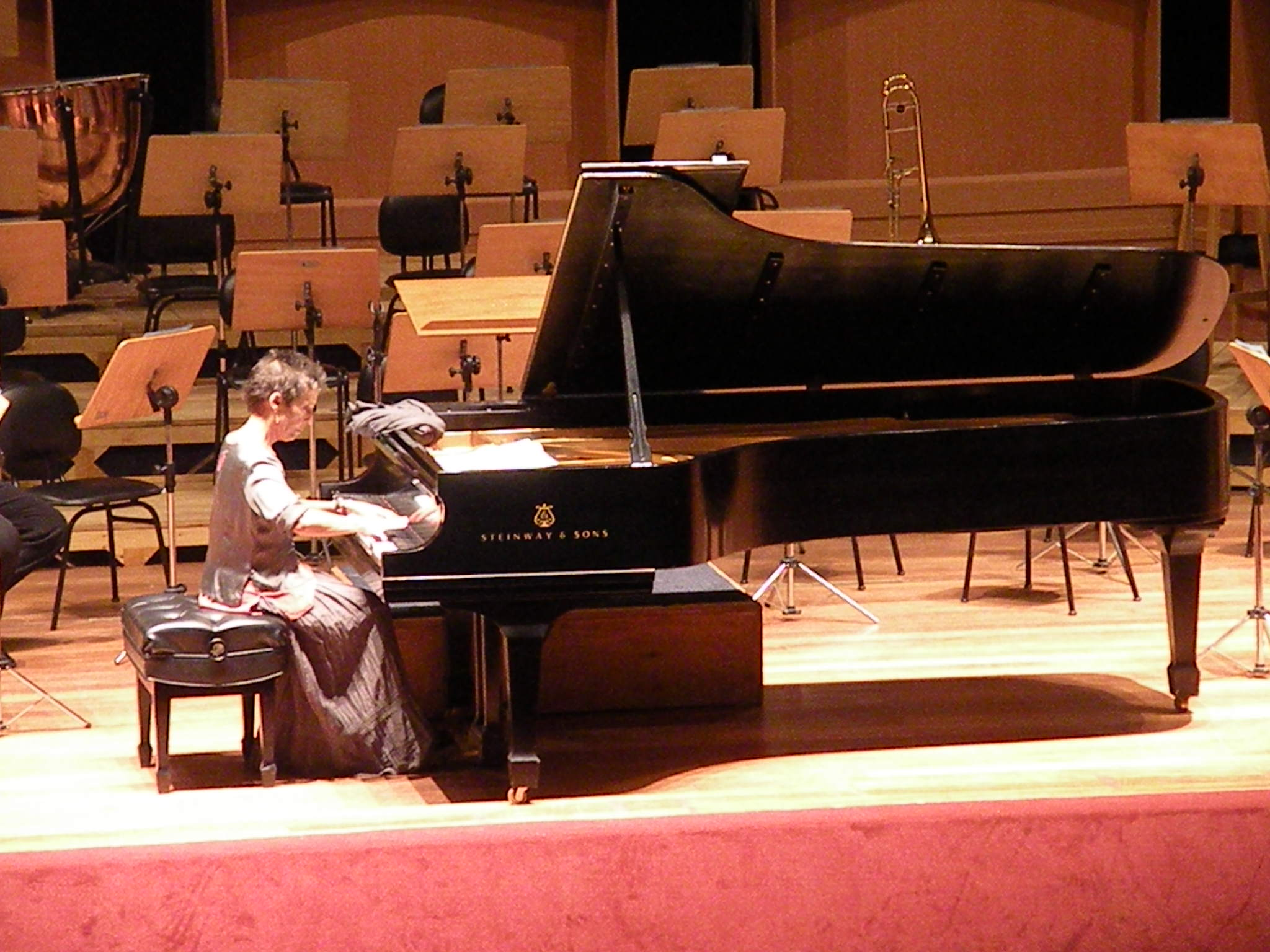
Maria João Pires (2009)

Maria João Alexandre Barbosa Pires (portugiesisch [mɐˈɾiɐ ʒwɐ̃ũ̯ ˈpiɾɨʃ], * 23. Juli 1944 in Lissabon) ist eine portugiesische Pianistin.

## Leben und Wirken
Pires begann sehr früh mit dem Klavierspiel und gab ihr erstes Konzert im Alter von fünf Jahren, zwei Jahre später spielte sie Klavierkonzerte von Mozart. Mit neun Jahren gewann sie den 1. Preis beim portugiesischen Jugendmusikwettbewerb. Von 1953 bis 1960 studierte sie bei Campos Coelho und Francine Benoît am Conservatório Nacional in Lissabon und setzte anschließend ihre Studien bei  Rosl Schmid an der Staatlichen Akademie der Tonkunst in München sowie bei Karl Engel an der Musikhochschule Hannover fort. Ihre internationale Karriere entfaltete sie nach dem Gewinn des Wettbewerbs internationaler Rundfunkanstalten zum 200. Geburtstag Ludwig van Beethovens in Brüssel 1970.
Als Solistin konzertierte Pires international, unter anderem mit den Berliner Philharmonikern, den Wiener Philharmonikern, dem Gewandhausorchester, dem London Philharmonic Orchestra und dem London Symphony Orchestra, dem Philharmonia Orchestra, dem Boston Symphony Orchestra, dem Chicago Symphony Orchestra, dem Concertgebouw-Orchester, dem Orchestre de Paris, dem Orchestre Philharmonique de Radio France und dem Chamber Orchestra of Europe. Sie gastierte in bekannten Konzerthäusern und bei Festivals, zum Beispiel beim Schleswig-Holstein Musik Festival, bei den Salzburger Festspielen, beim Lucerne Festival, beim Verbier Festival, bei der Schubertiade Vorarlberg, beim Gstaad Menuhin Festival oder beim Klavier-Festival Ruhr.
Pires ist außerdem als Kammermusikerin tätig und spielte zahlreiche Sonaten von Beethoven, sämtliche Impromptus von Schubert sowie Mozarts komplette Klaviersonaten und Trios ein.
Zu ihrem Repertoire zählen Werke von Bach, Beethoven, Mozart, Schubert, Chopin, Schumann, Brahms bis hin zu Béla Bartók. 

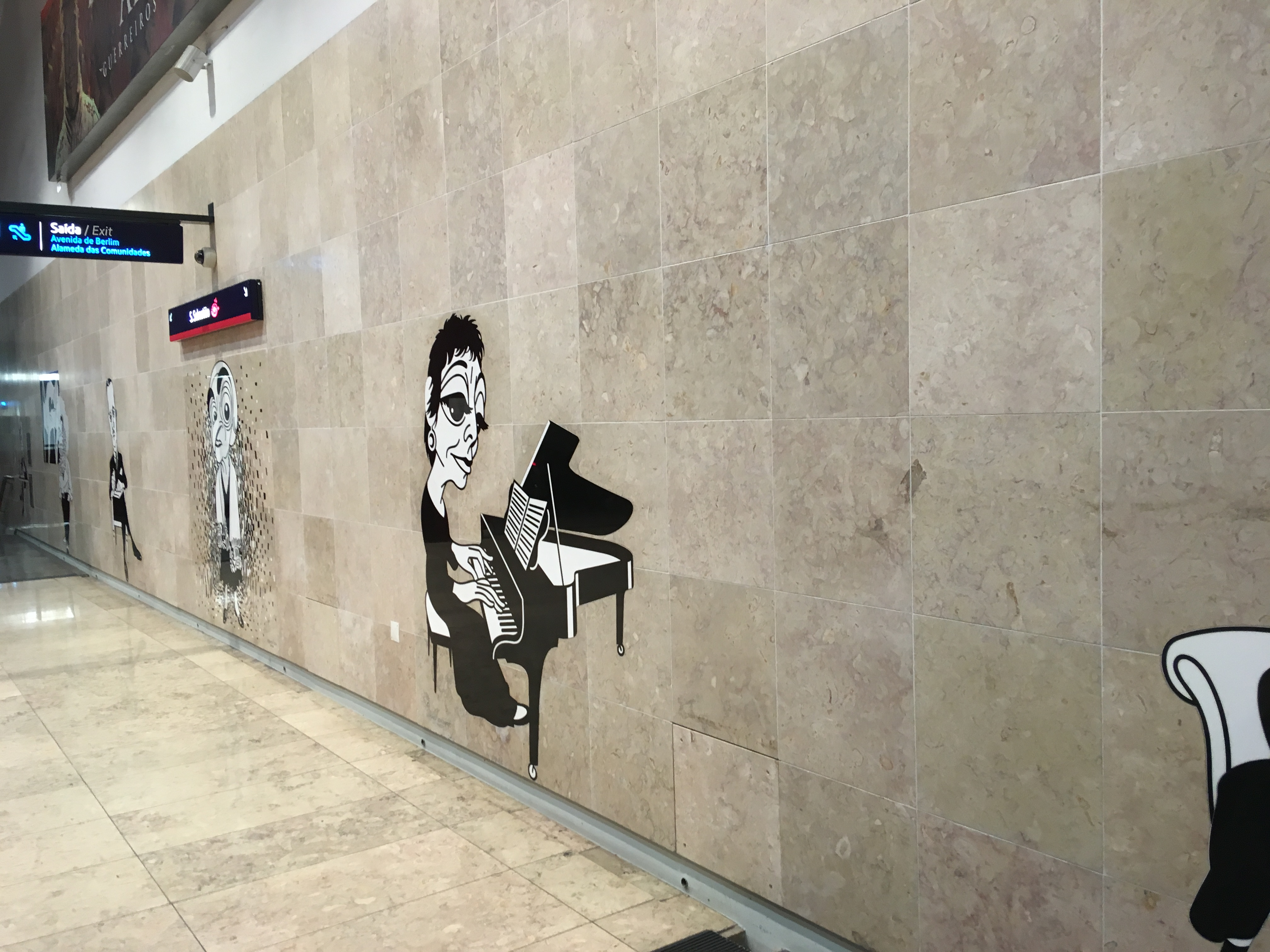
Karikatur von Pianistin Maria João Pires am U-Bahnhof Aeroporto, Lissabon

Im Jahr 2018 beschloss sie, ihre Laufbahn als Pianistin zu beenden, trat aber bereits 2019 als Ersatz für den gesundheitlich indisponierten Radu Lupu mehrfach mit den Berliner Philharmonikern unter der Leitung von Daniel Barenboim auf. Seit 2022 gibt sie wieder regelmäßig Konzerte.
Zahlreiche Aufnahmen dokumentieren ihr künstlerisches Wirken, ihre Konzerte wurden zudem in Hörfunk und Fernsehen gesendet.

### Soziales Engagement
2012 initiierte Pires in Brüssel ein Projekt zur Musikausbildung benachteiligter Kinder und eine Plattform für die Zusammenarbeit von Künstlern verschiedener Generationen, die ihnen Entwicklungsmöglichkeiten jenseits der Konkurrenz der internationalen Musikszene bietet.

### Privates
Pires war mit dem Violinisten Augustin Dumay verheiratet und hat sechs Kinder. Sie lebte seit 2006 in Lauro de Freitas in Brasilien und nahm 2010 die brasilianische Staatsbürgerschaft an.

## Auszeichnungen
1989 wurde Pires mit dem Prémio Pessoa ausgezeichnet.
Für ihre zahlreichen Musikprojekte in speziellen sozialen Kontexten und für ihr Partitura-Projekt mit jungen Künstlern erhielt Pires den Beethoven-Preis 2021.
2024 wurde sie mit dem Praemium Imperiale in der Kategorie Musik ausgezeichnet.

## Trivia
Für eine als öffentliches Lunchkonzert angesetzte Probe im Amsterdamer Concertgebouw 1999 hatte Pires ein falsches Klavierkonzert von Wolfgang Amadeus Mozart vorbereitet, ließ sich aber während der langen Orchestereinleitung vom Dirigenten Riccardo Chailly überreden, das angesetzte Konzert in d-moll KV 466 unvorbereitet zu spielen.

## Diskografie (Auswahl)
Bei Erato:
- Mozart: The Great Concertos for Piano (1978)
- Schumann: Kinderszenen, Op. 15; Waldszenen, Op. 82; Bunte Blätter, Op. 99 (1985)
- Schubert: Sonate N° 11; Impromptus N° 3 & 4 (1986)
- Schubert: Piano Duets (1995)
- Bach: Piano Concertos, BWV 1052, 1055, 1056 (1995)
- Beethoven: Piano Sonatas (2001)
- The Complete Erato Recordings (2014)

Bei Deutsche Grammophon:
- Schubert: Sonata; 6 Moments Musicaux; 2 Scherzi (1989)
- Mozart: Die Klaviersonaten (1991)
- Brahms: Die Violinsonaten (1992)
- Mozart: Piano Concertos Nos. 17 & 21 (1995)
- Chopin: The Nocturnes (1996, Portugal Platz 4[11])
- Mozart: Three Piano Sonatas; Schubert: Impromptu No. 1 (1998)
- Moonlight – Beethoven · Sonatas “Quasi una Fantasia” (2001)
- Beethoven: Complete Violin Sonatas (mit Augustin Dumay, 2002)
- Mozart: Piano Concertos Nos. 21 & 26 (2003)
- Schubert: Résonances de l’Originaire (2005)
- Chopin (2008)
- Mozart: Piano Concertos Nos. 27 and 20 (mit Claudio Abbado, 2012)
- The Wigmore Hall Recital · Schubert, Brahms, Mendelssohn, Bach (mit Antonio Meneses, 2013)
- Maria João Pires: Complete Solo Recordings (2014)
- Maria João Pires: Complete Concerto Recordings (2014)
- Schubert: Piano Sonatas Nos. 16 & 21 (2022, Portugal Platz 9[11])

Andere:
- Maria João Pires / Carlos do Carmo. Mit Carlos do Carmo (Universal; 2012, Portugal Platz 13[11])